# Elaphoglossum commutatum
Elaphoglossum commutatum är en träjonväxtart som först beskrevs av Georg Heinrich Mettenius och Oskar Kuhn, och fick sitt nu gällande namn av Cornelis Rugier Willem Karel van Alderwerelt van Rosenburgh. Elaphoglossum commutatum ingår i släktet Elaphoglossum och familjen Dryopteridaceae. Inga underarter finns listade.